# George Valentin Bibescu
Il principe George Valentin Bibescu (Bucarest, 22 marzo 1880 – Bucarest, 2 luglio 1941) è stato un nobile e aviatore romeno.

## Biografia

### Giovinezza
Nipote di Gheorghe Bibescu, governatore della Valacchia, George Valentin Bibescu si interessò fin da giovane all'aviazione; volò su un pallone aerostatico chiamato "Romania" portato dalla Francia nel 1905. Più tardi provò ad imparare a volare su un aeroplano Voisin, sempre di provenienza francese, senza ottenere grande successo. Dopo il volo dimostrativo di Louis Blériot a Bucarest il 18 ottobre 1909, andò a Parigi e si iscrisse alla scuola di Blériot a Pau e il 23 gennaio 1910 ottenne la Licenza Internazionale di Pilota numero 20.

### Carriera da aviatore
Dopo il ritorno dalla Francia, Bibescu organizzò la scuola di volo Cotroceni a Bucarest dove impararono a volare Mircea Zorileanu e Nicolae Capşa. Il 5 maggio 1912 il Principe fondò anche l'Associazione Nazionale Rumena dell'Aeronautica.
Tra il 1927-1930, fu vicepresidente e tra il 1930-1941 presidente della Federazione Aeronautica Internazionale (Fédération Aéronautique Internationale).
Bibescu fu, inoltre, cofondatore dell'Automobile Club Rumeno (1901), e del Comitato Olimpico Nazionale Rumeno (1914).
Massone, fu Gran Maestro della Gran Loggia di Romania dal 1911 al 1916..